# Seuneubok Baro (Pandrah)
Seuneubok Baro is een bestuurslaag in het regentschap Bireuen van de provincie Atjeh, Indonesië. Seuneubok Baro telt 118 inwoners (volkstelling 2010).